# Arakamani
Arakamani (también Arkamaniqo, Arkakamani o Ergamenes I) fue un rey de Kush de Meroe, que gobernó a principios del siglo III a. C. Se le considera el primer gobernante del período meroítico.
| i | mn · n | A26 | r | k · k |

| i | mn · n | A26 | r | k · k |

## Biografía

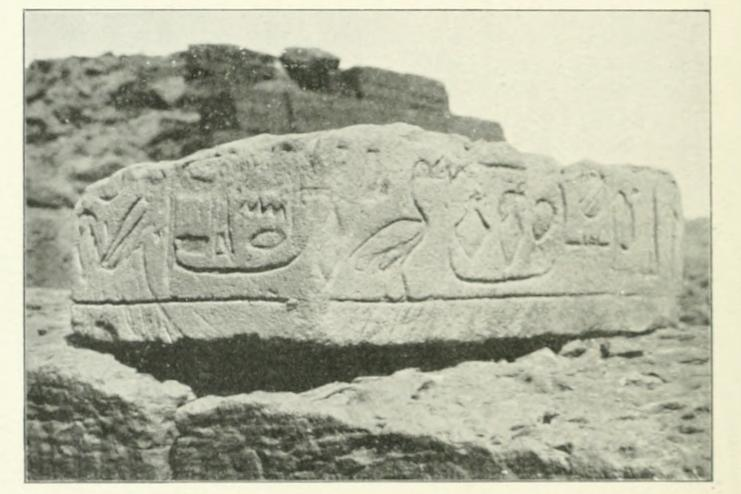
Cartuchos de Arakamani en un fragmento de piedra del Este de Meroe.

Las únicas atestiguaciones arqueológicas seguras de Arakamani provienen de su pirámide funeraria en Meroe (la pirámide Begarawiyah S 6). Además, muchos eruditos creen que debería ser identificado con el rey nubio Ergamenes mencionado por el historiador clásico Diodoro Sículo (en griego koiné: Διόδωρος Σικελιώτης) en su Bibliotheca historica. Diodoro escribió que el poderoso sacerdocio quería la muerte de Ergamenes para complacer a los dioses, pero por su educación en la cultura helenística y su fuerte voluntad, Ergamenes pudo negar este destino y dominar al sacerdocio.
Los eventos registrados en este relato ahora se interpretan como un cambio dinástico en relación con el traslado de la necrópolis real, y por tanto de la capital, de Napata a Meroe. Por eso, muchos eruditos consideran a Arakamani / Ergamenes como el primer rey de la fase meroítica de la historia de Nubia, cuando la base de poder del reino finalmente se trasladó a su extremo sur y cuando la influencia africana se hizo más fuerte. Se ha sugerido que la 'cultura griega', que según Diodoro fue el origen de la fuerte voluntad de Ergamenes, debería entenderse como la cultura greco-egipcia del reino ptolemaico (305 - 30 a. C.), cuando Egipto fue gobernado por una dinastía griega.
Si la identificación de Arakamani con Ergamenes I es correcta, Arakamani proporciona un importante marcador cronológico para la historia de Nubia, pues Diodoro escribe que fue contemporáneo de Ptolomeo II Filadelfo (r. 285–246 a. C.) del Egipto ptolemaico. Por lo demás, la mayoría de los reyes nubios son muy difíciles de datar con precisión y de ordenar cronológicamente.